# ويليام باركر هينسون
ويليام باركر هينسون هو سياسي أسترالي، ولد في 21 يناير 1905 في Stanmore, New South Wales ‏ في أستراليا، وتوفي في 21 سبتمبر 1999 في Epping, New South Wales ‏ في أستراليا. نشط حزبياً في Civic Reform Association ‏. وقد انتخب عضو المجلس المحلي ‏.